# Kiss You (singel One Direction)
"Kiss You" – popowy utwór brytyjsko-irlandzkiego boysbandu One Direction. Utwór wydany został 8 lutego 2013 roku przez wytwórnię płytową Syco Music oraz Columbia Records jako trzeci singel grupy z ich drugiego albumu studyjnego, zatytułowanego Take Me Home. Tekst utworu został napisany przez Fiona Bevan oraz Eda Sheerana, natomiast jego produkcją zajął się Jake Gosling. Do singla nakręcono także teledysk, którego reżyserią zajął się Vaughan Arnell. Utwór dotarł do siódmego miejsca na listach przebojów w Szkocji oraz w Irlandii. Singel uzyskał status platynowej płyty w Australii, Kanadzie i Norwegii, złotej w Stanach Zjednoczonych, Danii oraz w Nowej Zelandii.

## Notowania na listach przebojów
| Lista (2013)                            | Najwyższa pozycja |
| --------------------------------------- | ----------------- |
| Australia (Top 50 Singles)              | 13                |
| Austria (Ö3 Austria Top 40)             | 57                |
| Belgia (Flandria) (Ultratop 50 Singles) | 30                |
| Belgia (Wallonia) (Ultratop 50 Singles) | 33                |
| Dania (Track Top-40)                    | 24                |
| Francja (Top 200 Singles)               | 36                |
| Irlandia (Top 50 Singles)               | 7                 |
| Kanada (Billboard Canadian Hot 100)     | 30                |
| Niemcy (Top 100 Singles)                | 69                |
| Nowa Zelandia (Top 40 Singles)          | 13                |
| Szkocja (Top 40 Scottish)               | 7                 |
| Szwecja (Top 60 Singles)                | 50                |
| Szwajcaria (Singles Top 100)            | 45                |
| Stany Zjednoczone (Hot 100)             | 46                |
| Wielka Brytania (Singles Top 100)       | 9                 |